# 圣女贞德圣殿 (巴黎)

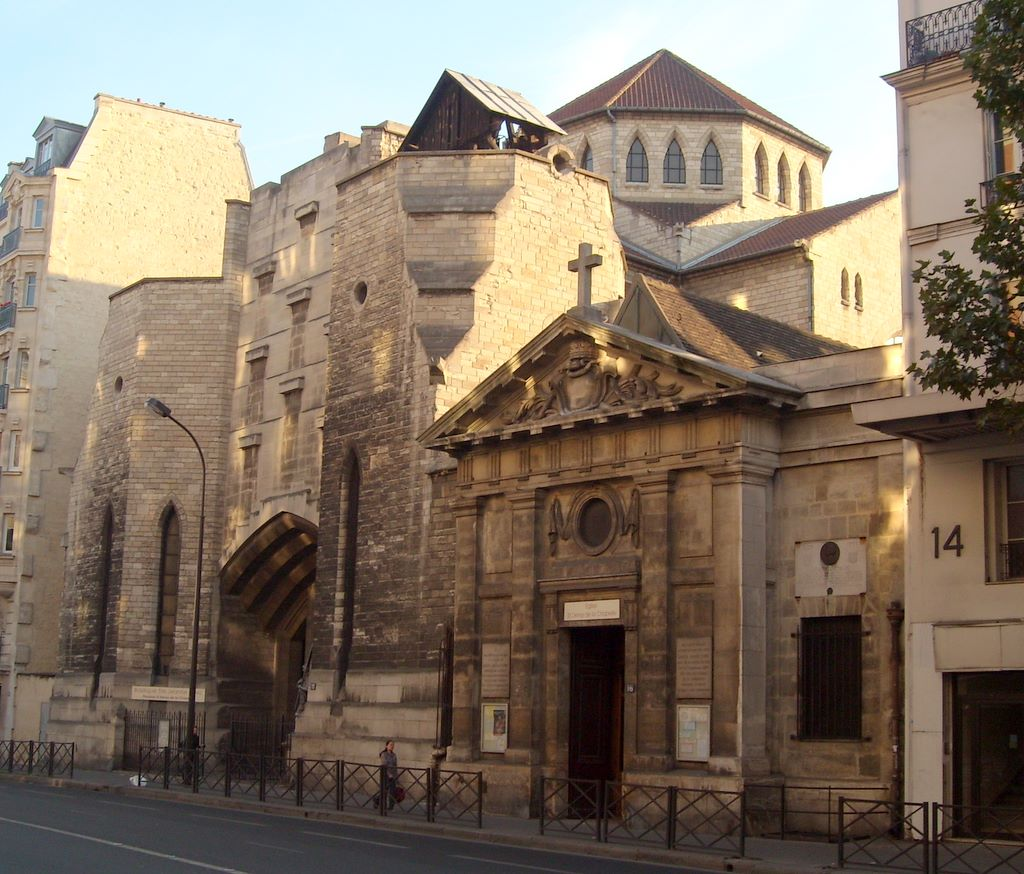
圣女贞德圣殿与圣德尼堂

圣女贞德圣殿（Basilica of Sainte-Jeanne-d'Arc）位于 巴黎十八区托西路（Rue de Torcy）与小教堂路（Rue de la Chapelle）的路口。为了该堂的设计曾举行过一次有争议的设计竞赛，获奖作品最终被取消，代之以较温和的现代主义设计。

## 历史
在第一次世界大战初期的1914年，有倡议建造这座该堂，感谢圣女贞德保佑了巴黎的安全。该堂毗邻巴黎唯一一座贞德曾经到访过的教堂：沙佩勒圣德尼堂（Église Saint-Denys de la Chapelle）, 1429年，贞德曾在该堂祷告一夜。
1926年，天主教巴黎总教区宣布举行一项大型教堂的设计竞赛。奥古斯特·佩雷的设计包括200米高的钢筋混凝土钟楼，以及花窗玻璃。佩雷的设计遭到否定，选用的是Georges Closson。佩雷的设计最终用于勒阿弗爾的聖若瑟教堂。